# Jackson Brothers & Lord
Jackson Brothers & Lord war ein britischer Hersteller von Automobilen.

## Unternehmensgeschichte
Das Unternehmen aus Salford begann 1905 mit der Produktion von Automobilen. Der Markenname lautete Speedy. Im gleichen Jahr endete die Produktion.

## Fahrzeuge
Das einzige Modell war ein Kleinwagen mit drei Rädern. Es bot zwei Personen hintereinander Platz. Ein Motor mit 4 PS Leistung trieb das Fahrzeug über Riemen an.